# Karl Nelson Orgelbyggeri
Karl Nelson Orgelbyggeri AB, tidigare Smedmans Orgelbyggeri AB och Nordfors & Co, är ett företag i Lidköping som tillverkar och renoverar orglar.

## Historia
Företaget grundades 1912, när Herman Nordfors (1880–1952) med flera övertog den verksamhet, som orgelbyggare Carl Axel Härngren startat 1892. Firman fick namnet Nordfors & Co. 
Orvar Smedman (1914–2008) började arbeta i företaget 1931 och blev ensam ägare 1952. År 1971 blev företaget aktiebolag med firmanamnet Smedmans orgelbyggeri AB. 
Lars Inge Smedman (född 1945) övertog företaget 1981. 
Firman såldes 1998 till orgelbyggare Karl Nelson och fick 2002 namnet Karl Nelson Orgelbyggeri AB.

## Orgelbyggen (urval)

### Nordfors & Co
- Tengene kyrka (1915)
- Anderstorps kyrka (1926)
- Molla kyrka (1928)
- Levene kyrka (1937)
- Burtjärns kyrka (1939)
- Töreboda kyrka (1944)
- Ryssby kyrka, Kalmar län (1950)
- Köpings kyrka, Öland (1958)
- Skara domkyrka (1959)
- Edsvära kyrka (1959)
- Ekeskogs kyrka (1959)
- Kristine kyrka, Jönköping (1960)
- Korsberga kyrka, Västergötland (1964)

### Smedmans Orgelbyggeri
- Husaby kyrka (1971)
- Skälvums kyrka (1972)
- Broddetorps kyrka (1975)
- Holmestads kyrka (1978) (i koret)
- Kinne-Kleva kyrka (1980)
- Gökhems kyrka (1985)
- Kaga kyrka (1985)
- Vikingstads kyrka (1989)
- Stenums kyrka (1989)
- Lindärva kyrka (1990)
- Valtorps kyrka (1992)
- Grums kyrka (1994)
- Östhammars kyrka (1998)